# Xa lộ Liên tiểu bang 27
Xa lộ Liên tiểu bang 27 (tiếng Anh: Interstate 27 hay viết tắt là I-27) là một xa lộ liên tiểu bang nội tiểu bang nằm hoàn toàn trong tiểu bang Texas, từ thành phố Lubbock chạy lên hướng bắc đến Xa lộ Liên tiểu bang 40 trong thành phố Amarillo. Hai thành phố này là hai thành phố duy nhất có tên trên bản chỉ dẫn lộ trình trên I-27; các thành phố và thị trấn khác được I-27 phục vụ gồm có New Deal, Abernathy, Hale Center, Plainview, Kress, Tulia, Happy, và Canyon. I-27 chính thức được đặt tên là Xa lộ Tưởng niện Marshall Formby để vinh danh cựu luật sư và Thượng nghị sĩ Tiểu bang Texas, Marshall Formby. Tuy nhiên tên này không được sử dụng rộng rải bằng tên I-27. Toàn tuyến đường của I-27 thay thế cho Quốc lộ Hoa Kỳ 87.

## Mô tả xa lộ

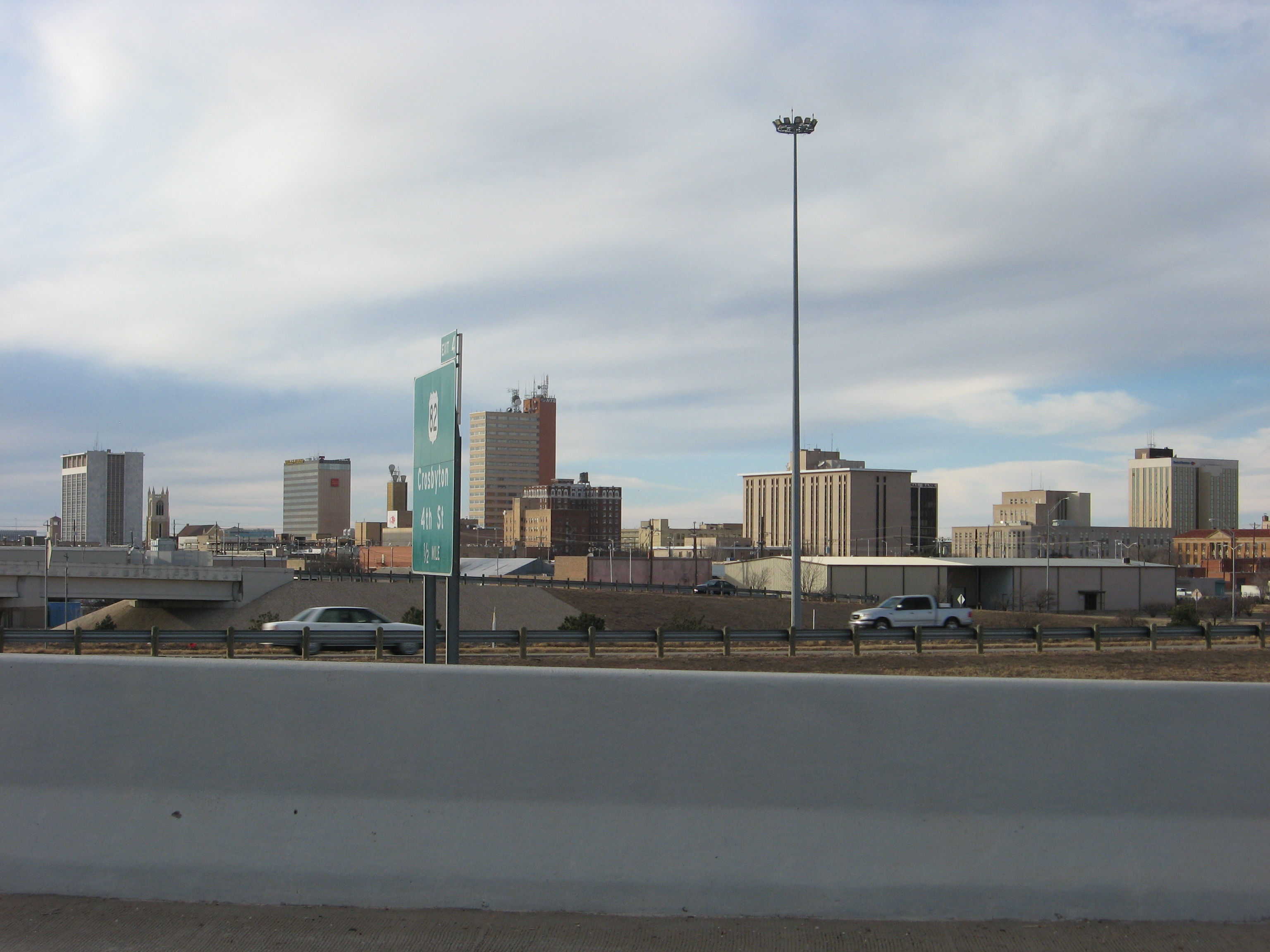
I-27 tại phố chính của thành phố Lubbock

Một phần lớn lộ trình của I-27 nằm trên cựu Quốc lộ Hoa Kỳ 87, nhưng một vài đoạn đi qua các khu vực đô thị thì bị chuyển hướng để đi tránh. Cũng có hai khu vực dài hơn nơi Quốc lộ Hoa Kỳ 87 vẫn đi theo con đường cũ.
Xa lộ bắt đầu tại một điểm dọc theo Quốc lộ Hoa Kỳ 87 ở phía nam khu phố chính của Lubbock. Mốc dặm 0 được cắm gần Phố số 7, khoảng 5 dãy phố ở phía nam Xa lộ vành đai 289.
Bề rộng 6 làn xe bắt đầu tại lối ra 1 và giữ nguyên như vậy khi đi qua thành phố Lubbock. Các điểm kết nối và giao cắt chính trong thành phố gồm có Quốc lộ Hoa Kỳ 62/Xa lộ Tiểu bang 114 và Quốc lộ Hoa Kỳ 82.
I-27 sau đó đi qua New Deal, đi tránh phần trung tâm của thị trấn ở phía tây. Tại lối ra 15, I-27 bắt đầu đi song song với đường sắt Plainview Sub. Khi xa lộ gần đến Abernathy, I-27 bẻ cong hướng tây ra khỏi tuyến đường sát Plainview Sub. Mặc dù vị trí của I-27 nằm ở phía bắc Abernathy, 1/2 dặm (1 km) phía tây của tuyến đường sắt, tất cả các nút giao thông giữa Abernathy và Hale Center, ngoại trừ một tại Lộ Nông trại đến Chợ (lối ra 24), sử dụng cấu hình tương tự là xa lộ I-27 chạy băng qua bên trên tất cả các con lộ khác. Gần đến Hale Center, I-27 quay lên đông bắc khi nó tách khỏi Lộ Nông trại đến Chợ 1424 (lối ra 36) tại một nút giao thông đơn giản. Xa lộ đi qua thành phố khoảng 1 dãy phố ở phía đông con đường cũ mà hiện nay là Xa lộ Thương mại Liên tiểu bang 27. Khi nó rời Hale Center, I-27 quay lên hướng đông bắc, đi theo phía tây bắc của tuyến đường sắt.
Xa lộ Thương mại Liên tiểu bang 27 sinh ra tại lối ra 45 để đi qua Plainview trong khi đó I-27 đi về phía tây của thành phố này trên một con đường tránh. Xa lộ Thương mại Liên tiểu bang 27 kết thúc tại một nút giao thông nằm ở phía bắc Plainview, nơi I-27 lại bắt đầu chạy song song với đường sắt Plainview Sub về hướng tây.
Sau khi rời Quốc lộ Hoa Kỳ 87, I-27 không chạy bên cạnh tuyến đường sắt nữa. US 87 lại nhập vào xa lộ cao tốc tại một nút giao thông ở phía bắc Tulia. Sau vài nút giao thông nằm cạnh đường sắt, Quốc lộ Hoa Kỳ 87 lại tách ra ở phía nam thị trấn Happy.
I-27 chạy trùng với Quốc lộ Hoa Kỳ 60 và 87 từ lối ra 110 ở phía bắc Canyon đến cuối đường của nó tại thành phố Amarillo.